# Alfred Schütz
Alfred Schütz (Viena, 13 de abril de 1899 — Nova Iorque, 20 de maio de 1959) foi um filósofo e sociólogo. Nasceu na Áustria e estudou direito em Viena, mas mudou-se para os Estados Unidos em 1939, onde tornou-se membro da New School for Social Research. Schütz dedicou-se à fenomenologia, à metodologia das ciências sociais e às filosofias de Edmund Husserl, William James e outros.
A principal contribuição de Schütz foi desenvolver a filosofia fenomenológica de Husserl como a base de uma filosofia das ciências sociais, particularmente para a teorização formulada por Max Weber. Após a sua ida para os Estados Unidos, em 1939, após a união da Áustria com a Alemanha por  Hitler, ele combinou tal aproximação com as teorias de influentes sociólogos norte-americanos, como George Herbert Mead. Embora Schütz nunca tivesse sido aluno de Husserl, ele e seu amigo Felix Kaufmann estudaram a sua obra sistematicamente, procurando uma base para uma "sociologia do entendimento" derivada do trabalho de Max Weber. Seu trabalho resultou no seu primeiro livro Der sinnhafte Aufbau der sozialen Welt, literalmente A construção significativa do mundo social, publicado em inglês como The phenomenology of the social world (A fenomenologia do mundo social). Este trabalho chamou a atenção de Husserl, com quem Schütz correspondeu-se e visitou até a morte de Husserl em 1938. Este ofereceu a Schütz a oportunidade de ser seu assistente na Universidade de Freiburg no início da década de 1930, mas Schütz declinou do convite.
Schütz provavelmente foi o único dos grandes sociólogos que preferiu seguir a carreira como advogado em um banco na maior parte de sua vida, dando aulas em parte do tempo na New School for Social Research em Nova Iorque, produzindo trabalhos-chave para o desenvolvimento da sociologia fenomenológica.

## Biografias
- Wagner, H. R. (1983). Alfred Schutz: An Intellectual Biography. Chicago and London, The University of Chicago Press.
- Barber, M. (2004). The Participating Citizen: A Biography of Alfred Schutz. New York, State University of New York Press.